# Forza massima teorica
Nel campo dell'allenamento sportivo ed in particolare della valutazione della forza muscolare, il valore di Forza Massima Teorica (Fmaxt) determina una condizione per la quale, nel sollevamento di un carico (es. bilanciere) la massima forza espressa da un gruppo muscolare (F) risulta uguale al carico (P) vinto. Nel valore Fmaxt coincidono il massimo carico sollevabile (Pmax) e la massima forza esprimibile (Fmax). Può essere anche considerato come un valore "assoluto" della forza muscolare, non raggiungibile sperimentalmente ma solo in via teorica o la quantificazione della forza isometrica "media" espressa nella totalità di un movimento in quanto la condizione (P=F) si verifica solamente quando a=0 ovvero quando non viene eseguito alcun movimento.

## Le basi scientifiche
Nella teoria dell'allenamento, per ricavare un valore reale della forza di un gruppo muscolare, generalmente si utilizza o il metodo dinamometrico (per un valore “statico”) oppure quello di una singola alzata riproposta con carichi sempre crescenti fino ad arrivare al carico massimo sollevabile. Quest'ultimo può essere considerato il valore di forza massima.
Tale metodologia di valutazione è dipendente da quanto evidenziato da Hill sul comportamento muscolare, che descrive come all'aumentare del carico (P), diminuisce la velocità (v) massima con la quale il carico stesso viene sollevato.
Per carichi molto alti, la velocità assume valori molto piccoli, ma pur sempre maggiori di 0. Se l'entità del carico supera (seppur di poco) la reale capacità propulsiva muscolare, non genera alcun lavoro meccanico ma solo fisiologico classificando tale forma di contrazione (e di forza massimale generata) come “isometrica".
Dalla considerazione che per carichi crescenti sollevati, si riscontrano diverse velocità e di conseguenza diverse accelerazioni, è possibile identificare la forza muscolare espressa con la relazione che lega il carico all'accelerazione
(1.1)  F=P(1+a/g)
dove:
- F è la forza muscolare impiegata per vincere il carico,

- P è il carico da vincere,

- g è l'accelerazione di gravità,

- a è l'accelerazione con la quale il carico viene vinto.

Per dare una dimensione all'accelerazione (a) si deve predisporre un sistema di cronometraggio per rilevare il tempo t nel quale un carico P viene spostato, per uno spazio s.
Per ogni carico (P) sollevato è quindi ricavabile il valore di forza (F) espressa in funzione dell'accelerazione; tale copia di valori (P-F) può essere posta su un piano cartesiano sul quale può essere identificabile la bisettrice che descrive una condizione non riscontrabile sperimentalmente di P=F. Tale uguaglianza avviene unicamente per a=0 ovvero in una condizione di “isometria”.

## Dalla fisiologia alla gestualità
Nel muscolo la testa globulare della miosina si ancora al filamento di actina al fine di produrre la contrazione muscolare attraverso il meccanismo di formazione dei cosiddetti ponti acto-miosinici.
Questa particolare struttura costituisce la cosiddetta "componente contrattile (CC) del muscolo" ed è il vero e proprio generatore di forza.
Tuttavia ritroviamo altre due strutture di natura elastica rispettivamente chiamate "componente elastica parallela" (CEP) e "componente elastica seriale" (CES).
La CEP è costituita dal sarcolemma, una sottile membrana elastica che riveste le fibre muscolari e possiede la particolarità di intervenire solamente per elongazioni muscolari molto pronunciate, con un limitato interesse nell'ambito della prestazione motoria.
La CES, al contrario, interviene per allungamenti muscolari molto più modesti, che rientrano ampiamente nella gamma dei movimenti naturali, rivestendo così il ruolo di un vero e proprio "magazzino di energia elastica pronta all'uso".
La diversa tipologia della contrazione muscolare, quindi, può avvenire:
- 1. in forma concentrica[4], ovvero quando la forza prodotta dal muscolo è dipendente unicamente dalla componente contrattile (CC), tipica dei movimenti eseguiti partendo "da fermi";
- 2. in forma eccentrica[5], ovvero quando la forza prodotta dal muscolo viene ad esprimersi nell'allungamento muscolare ed è determinata dalla resistenza posta dai ponti acto-miosinici alla loro rottura e distacco; tale espressione di forza è utilizzata nella fase di "frenaggio" dopo una caduta; in tale fase vengono anche messe in trazione le componenti elastiche seriali che, nel caso il movimento si fermi (ad esempio dopo una caduta) trasformano tale energia accumulata nella trazione, in calore;
- 3. in forma eccentrico/concentrica, tipica dei gesti eseguiti con contromovimento, dove la produzione di forza espressa dipende dalla simultaneità di quella prodotta dalla componente contrattile con quella immagazzinata e restituita dalla componente elastica seriale CES. Quest'ultima viene incamerata nel movimento di allungamento/frenata, e restituita nella fase di spinta;
- 4. oltre a quanto sopra, la CC è responsabile della “contrazione isometrica”, la quale non produce alcun movimento motorio. Tale tipologia di contrazione in genere avviene per la stabilizzazione di un segmento corporeo nello spazio mentre un altro segmento compie un gesto specifico.

## Il Test Forza Massima Teorica - FMAXT
Il test FMAXT è stato strutturato in cinque doppie spinte eseguite con carichi crescenti. Nello specifico la doppia spinta è eseguite con lo stesso carico e senza soluzione di continuità:
- la prima partendo "da fermo" (spinta concentrica) fino al raggiungimento della massima estensione dell'arto e
- la seconda "con contromovimento" che ha inizio dalla condizione di arrivo della prima spinta al punto morto superiore ed è suddivisa nelle fasi di “frenaggio eccentrico” (nella quale avviene la ricarica della componente elastica seriale) e successiva spinta concentrica.

### La scelta dei carichi
Il carico della prima doppia spinta P1 (definito carico di inizializzazione) viene posto generalmente basso: es. 10 kg per esercizi come gli arti superiori, 20 kg per gli esercizi svolti sinergicamente con ambedue gli arti inferiori. Ogni carico deve essere sollevato con il massimo impegno.
Stabilita lo spazio (s), che deve essere proporzionale alle dimensioni antropometriche del soggetto da esaminare, la misura del tempo va effettuata su ogni singola spinta (t1 e t2) per ognuna delle quali, in base alla relazione 1.1 è possibile calcolare F11 ed F12 rispettivamente espressi nel sollevamento “da fermo” e da quello “con contromovimento”.
Possiamo stabilire così due coppie di valori: P1-F11 e P1-F12.
Per lo svolgimento della seconda “doppia spinta”, Il picco di forza F11 diventa il carico successivo P2 che deve essere vinto.
Quale esempio possiamo indicare che se durante il primo sollevamento P1 di 10 kg viene calcolato un picco di forza F1 di 22,03 kg, si può considerare il picco come forza già espressa e quindi proponibile come carico successivo (P2) da vincere.
Anche in questo caso vengono calcolati i valori di F21 ed F22 e ricavate le rispettive coppie di punti P2-F21 e P2-F22.
Con lo stesso sistema F21 viene posto come P3 e ricavati F31 ed F32 (e le coppie P3-F31 e P3-F32).
Successivamente F31 viene posto come P4 per il calcolo di F41 ed F42 (le coppie P4-F41 e P4-F42).
Infine F41 viene posto come P5 per il calcolo di F51 ed F52 (e le coppie P5-F51 e P5-F52).

### Le copie di punti (Pn-Fn)
Ponendo su un piano cartesiano tutte le 10 coppie di valori (P-F), i punti (Pn-Fn1) tendono ad allinearsi in maniera molto netta (r=0,96) lungo la retta interpolante.
Analogamente avviene per i punti (Pn-Fn2).
Le due rette che si vengono a creare, indicano rispettivamente il comportamento della forza concentrica (identificabile dai valori Pn-Fn1) e della forza eccentrico/concentrica (identificabile dalle coppie Pn-Fn2).
Prolungando le due rette fino alla bisettrice, queste si intersecano tra loro proprio nello stesso punto nel quale avviene l'intersezione con la bisettrice stessa, definendo così un punto definito Forza Massima Teorica.
Nel valore Forza Massima Teorica (FMAXT) quindi coincidono:
- 1 – la massima forza concentrica
- 2 – la massima forza eccentrico-concentrica
- 3 – la massima forza (media Isometrica)
- 4 – l'annullamento dell'energia elastica